# Aspidogyne harlingii
Aspidogyne harlingii är en orkidéart som beskrevs av Paul Ormerod. Aspidogyne harlingii ingår i släktet Aspidogyne och familjen orkidéer. Inga underarter finns listade i Catalogue of Life.